# Rubus briggsianus
Rubus briggsianus är en rosväxtart som först beskrevs av William Moyle Rogers, och fick sitt nu gällande namn av William Charles Richard Watson. Rubus briggsianus ingår i släktet rubusar, och familjen rosväxter. Inga underarter finns listade i Catalogue of Life.